# Longshankulturen

Longshankulturens subkulturer

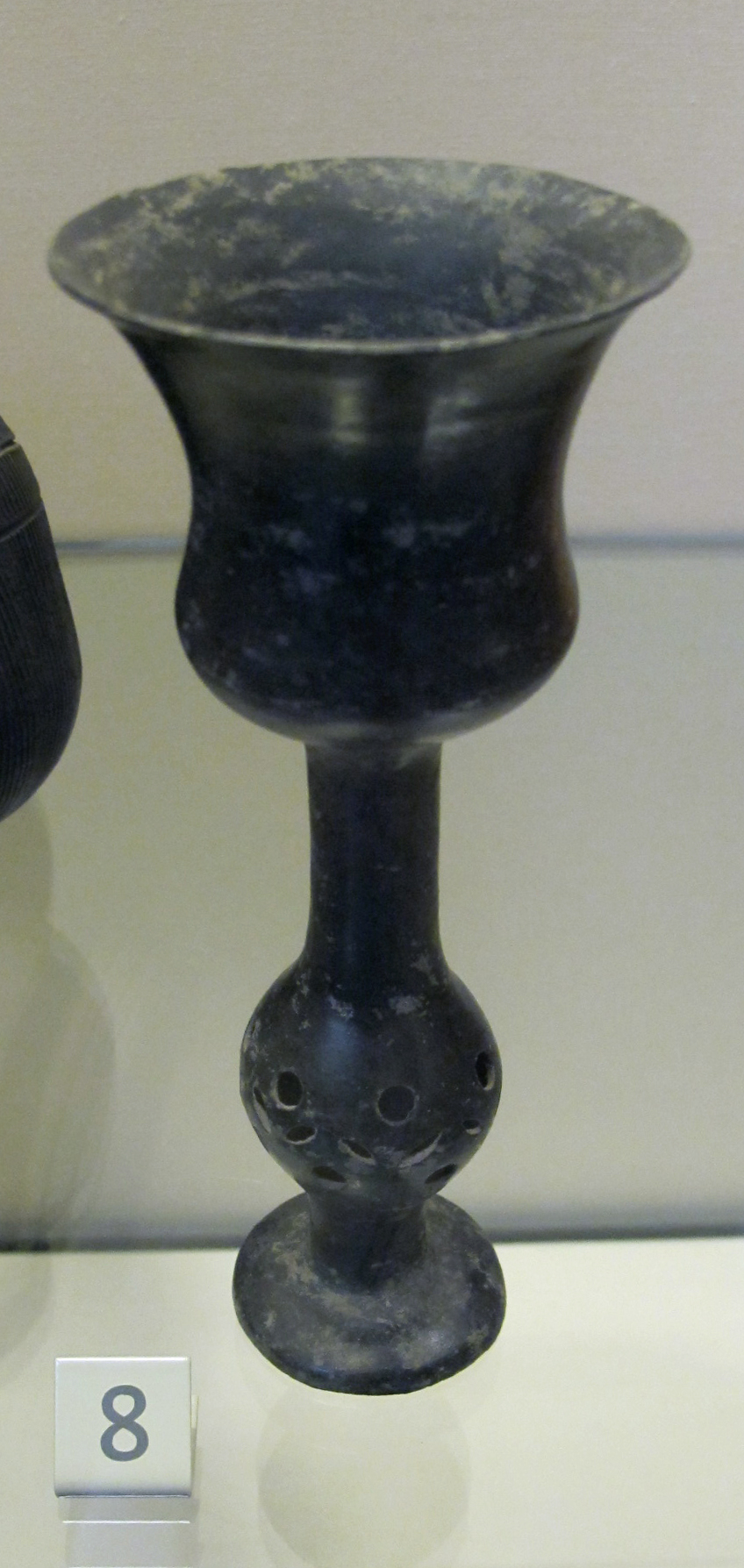
Tunnväggig svart keramik från Longshankulturen

Longshankulturen (龙山文化; Lóngshānwénhuà) eller Svart keramikkulturen var en neolitisk kultur kring Gula floden i Kina. Longshankulturen är daterad från 3000 f.Kr. till 2000 f.Kr. och var samtida med Sanxingduikulturen vid Yangtzefloden. Longshankulturen har fått sitt namn från den första fyndplatsen vid Longshan Zhen i Shandong. Fynd från Longshankulturen har gjorts i Shandong, Henan, Hebei, Shanxi, Shaanxi och Inre Mongoliet. Longshankulturen är en utveckling ur den äldre Yangshaokulturen. Karakteristiskt för Longshankulturen är dess tunna polerade svarta keramik.
Longshankulturen är uppdelad i tre tidsepoker:
- Tidig Longshan, 3000–2500 f.Kr. (fynd vid Dinggong i Shandong och Laozhai i Henan[5])
- Mellersta Longshan, 2500–2400 f.Kr. (fynd vid Chengziya i Shandong och Taosi i Shanxi)
- Sen Longshan, 2400–1900 f.Kr. (fynd vid Taosi i Shanxi, Guchengzhai och Wangchenggang i Henan)

Longshankulturen är även uppdelad i sju subkulturer beserade på utförande av artefakter, huvudsakligen keramik.
- Kexingzhuang II (södra Shaanxi[3])[6]
- Taosi (södra Shanxi[3])[6]
- Wangwan III (västra och centrala Henan[3])[6]
- Hougang II (södra Hebei och norra Henan[3])[6]
- Wangyoufang (östra Henan[3])[6]
- Chengziyai (västra Shandong[3])[6]
- Liangcheng (östra Shandong[3])[6]